# Petit-Tenquin
Petit-Tenquin település Franciaországban, Moselle megyében. Lakosainak száma 216 fő (2022. január 1.). Petit-Tenquin Diffembach-lès-Hellimer, Gréning, Hellimer, Hilsprich, Kappelkinger és Nelling községekkel határos.

## Népesség
A település népességének változása:
| Lakosok száma | 228  | 208  | 212  | 218  | 241  | 235  | 229  | 221  | 219  | 216  |
|               | 1968 | 1982 | 1990 | 2006 | 2013 | 2015 | 2017 | 2019 | 2020 | 2022 |